# HD 47536
HD 47536 är en ensam stjärna belägen i den södra delen av stjärnbilden Stora hunden. Den har en skenbar magnitud av ca 5,25 och är svagt synlig för blotta ögat där ljusföroreningar ej förekommer. Baserat på parallax enligt Gaia Data Release 2 på ca 8,1 mas, beräknas den befinna sig på ett avstånd på ca 401 ljusår (ca 123 parsek) från solen. Den rör sig bort från solen med en heliocentrisk radialhastighet på ca 80 km/s.

## Egenskaper
HD 47536 är en orange till gul jättestjärna av spektralklass K1 III, som har förbrukat förrådet av väte i dess kärna och utvecklats bort från huvudserien. Den har en massa som är ca 0,95 solmassor, en radie som är ca 23 solradier och har ca 177 gånger solens utstrålning av energi från dess fotosfär vid en effektiv temperatur av ca 4 400 K.

## Planetssystem
Setiawan har upptäckt två exoplaneter i omlopp kring stjärnan, HD 47536 b, år 2003 och HD 47536 c år 2007. Den senare är emellertid ännu (2021) inte bekräftad.
| Planet       | Massa         | Halv storaxel (AE) | Siderisk omloppstid (d) | Excentricitet | Inklination | Radie |
| ------------ | ------------- | ------------------ | ----------------------- | ------------- | ----------- | ----- |
| b            | ≥4,0 ± 0,4 MJ | 1,12 ± 0,005       | 434,9 ± 2,6             | 0,3 ± 0,1     | -           | -     |
| c obekräftad | ≥6,98 MJ      | 3,72               | 2 500                   | -             | -           | -     |